# Arrondissement Alençon
Das Arrondissement Alençon ist eine Verwaltungseinheit des französischen Départements Orne innerhalb der Region Normandie. Verwaltungssitz (Präfektur) ist Alençon.

## Kantone
Im Arrondissement liegen acht Wahlkreise (Kantone):
- Kanton Alençon-1
- Kanton Alençon-2
- Kanton Bagnoles de l’Orne Normandie
- Kanton Damigny
- Kanton Écouves
- Kanton La Ferté-Macé (mit 2 von 14 Gemeinden)
- Kanton Magny-le-Désert (mit 22 von 36 Gemeinden)
- Kanton Sées

## Gemeinden
Die Gemeinden im Arrondissement Alençon sind:
| 1. Alençon (61001)*                     | 2. Almenêches (61002)                  | 3. Aunay-les-Bois (61013)                  | 4. Aunou-sur-Orne (61015)            |
| 5. Bagnoles de l’Orne Normandie (61483) | 6. Barville (61026)                    | 7. Beauvain (61035)                        | 8. Belfonds (61036)                  |
| 9. La Bellière (61039)                  | 10. Boissei-la-Lande (61049)           | 11. Boitron (61051)                        | 12. Le Bouillon (61056)              |
| 13. Brullemail (61064)                  | 14. Buré (61066)                       | 15. Bures (61067)                          | 16. Bursard (61068)                  |
| 17. Carrouges (61074)                   | 18. Ceaucé (61075)                     | 19. Le Cercueil (61076)                    | 20. Cerisé (61077)                   |
| 21. Chahains (61080)                    | 22. Chailloué (61081)                  | 23. Le Chalange (61082)                    | 24. Le Champ-de-la-Pierre (61085)    |
| 25. La Chapelle-près-Sées (61098)       | 26. Le Château-d’Almenêches (61101)    | 27. La Chaux (61104)                       | 28. Ciral (61107)                    |
| 29. Colombiers (61111)                  | 30. Condé-sur-Sarthe (61117)           | 31. Coulonges-sur-Sarthe (61126)           | 32. Courtomer (61133)                |
| 33. Cuissai (61141)                     | 34. Damigny (61143)                    | 35. Essay (61156)                          | 36. Écouves (61341)                  |
| 37. La Ferrière-Béchet (61164)          | 38. La Ferrière-Bochard (61165)        | 39. Ferrières-la-Verrerie (61166)          | 40. Francheville (61176)             |
| 41. Gandelain (61182)                   | 42. Gâprée (61183)                     | 43. Hauterive (61202)                      | 44. Héloup (61203)                   |
| 45. Joué-du-Bois (61209)                | 46. Juvigny Val d’Andaine (61211)      | 47. Lalacelle (61213)                      | 48. Laleu (61215)                    |
| 49. La Lande-de-Goult (61216)           | 50. Larré (61224)                      | 51. Lonrai (61234)                         | 52. Macé (61240)                     |
| 53. Magny-le-Désert (61243)             | 54. Mantilly (61248)                   | 55. Marchemaisons (61251)                  | 56. Médavy (61256)                   |
| 57. Méhoudin (61257)                    | 58. Le Mêle-sur-Sarthe (61258)         | 59. Le Ménil-Broût (61261)                 | 60. Ménil-Erreux (61263)             |
| 61. Le Ménil-Guyon (61266)              | 62. Le Ménil-Scelleur (61271)          | 63. Mieuxcé (61279)                        | 64. Montchevrel (61284)              |
| 65. Montmerrei (61288)                  | 66. Mortrée (61294)                    | 67. La Motte-Fouquet (61295)               | 68. Neauphe-sous-Essai (61301)       |
| 69. Neuilly-le-Bisson (61304)           | 70. L’Orée-d’Écouves (61228)           | 71. Pacé (61321)                           | 72. Passais Villages (61324)         |
| 73. Perrou (61326)                      | 74. Le Plantis (61331)                 | 75. Rives d’Andaine (61096)                | 76. La Roche-Mabile (61350)          |
| 77. Rouperroux (61357)                  | 78. Saint-Agnan-sur-Sarthe (61360)     | 79. Saint-Aubin-d’Appenai (61365)          | 80. Saint-Céneri-le-Gérei (61372)    |
| 81. Saint-Denis-sur-Sarthon (61382)     | 82. Saint-Ellier-les-Bois (61384)      | 83. Saint-Fraimbault (61387)               | 84. Saint-Germain-du-Corbéis (61397) |
| 85. Saint-Germain-le-Vieux (61398)      | 86. Saint-Gervais-du-Perron (61400)    | 87. Saint-Julien-sur-Sarthe (61412)        | 88. Saint-Léger-sur-Sarthe (61415)   |
| 89. Saint-Léonard-des-Parcs (61416)     | 90. Saint-Mars-d’Égrenne (61421)       | 91. Saint-Martin-des-Landes (61424)        | 92. Saint-Martin-l’Aiguillon (61427) |
| 93. Saint-Nicolas-des-Bois (61433)      | 94. Saint-Ouen-le-Brisoult (61439)     | 95. Saint-Patrice-du-Désert (61442)        | 96. Saint-Quentin-de-Blavou (61450)  |
| 97. Saint-Roch-sur-Égrenne (61452)      | 98. Saint-Sauveur-de-Carrouges (61453) | 99. Sainte-Marguerite-de-Carrouges (61419) | 100. Sainte-Marie-la-Robert (61420)  |
| 101. Sainte-Scolasse-sur-Sarthe (61454) | 102. Sées (61464)                      | 103. Semallé (61467)                       | 104. Tanville (61480)                |
| 105. Tellières-le-Plessis (61481)       | 106. Tessé-Froulay (61482)             | 107. Torchamp (61487)                      | 108. Trémont (61492)                 |
| 109. Valframbert (61497)                | 110. Les Ventes-de-Bourse (61499)      | 111. Vidai (61502)                         |                                      |

* Zahlen in Klammern sind INSEE-Codes

## Neuordnung der Arrondissements 2017

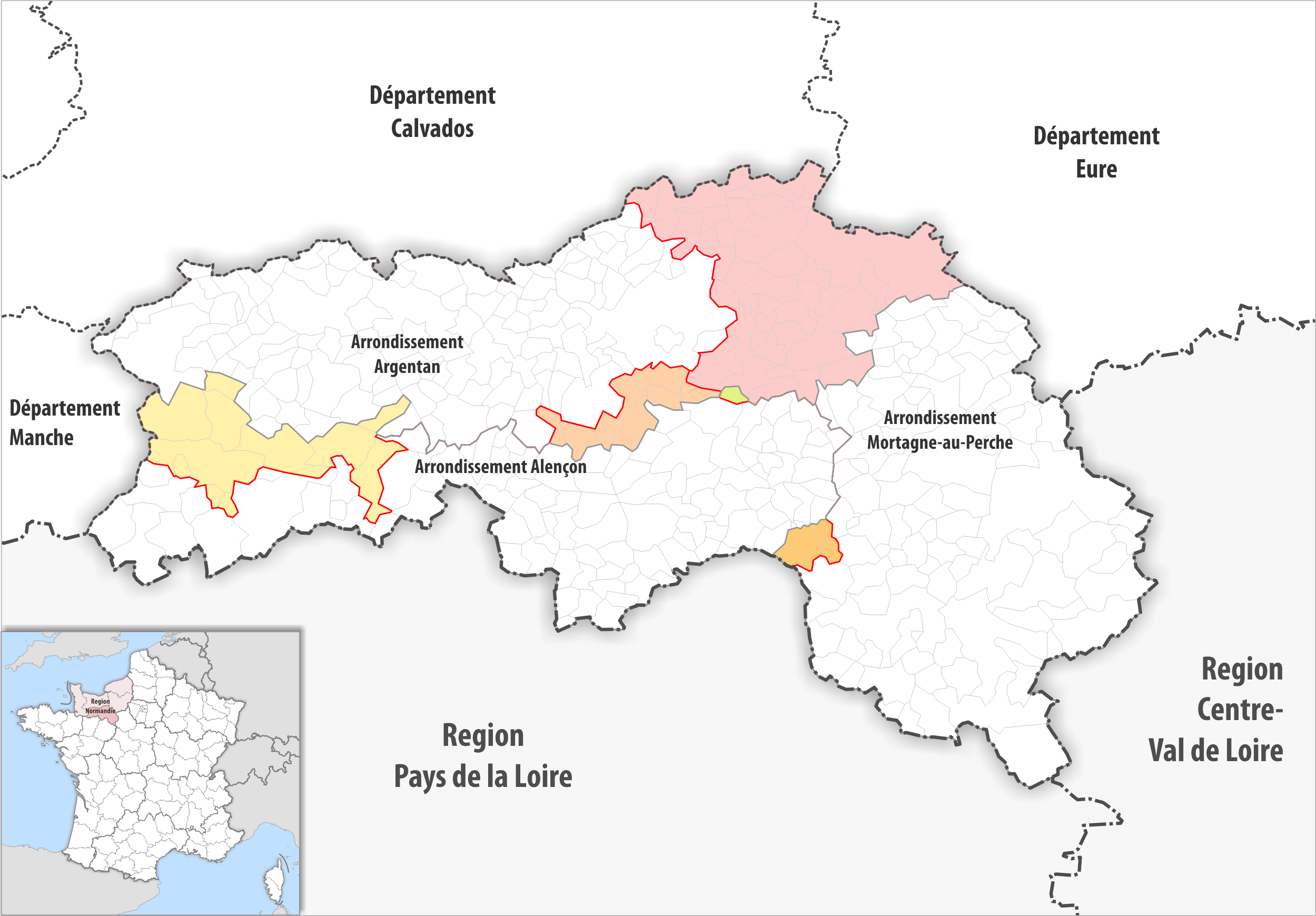
Arrondissementsanpassungen im Jahr 2017

Durch die Neuordnung der Arrondissements im Jahr 2017 wurden aus dem Arrondissement Alençon die Fläche der elf Gemeinden Avrilly, Champsecret, Domfront en Poiraie, La Ferté-Macé, Lonlay-l’Abbaye, Lonlay-le-Tesson, Les Monts d’Andaine, Saint-Bômer-les-Forges, Saint-Brice, Saint-Clair-de-Halouze und Saint-Gilles-des-Marais dem Arrondissement Argentan und die Fläche der Gemeinde Godisson dem Arrondissement Mortagne-au-Perche zugewiesen.
Dafür wurden dem Arrondissement Alençon die acht Gemeinden Almenêches, La Bellière, Boissei-la-Lande, Le Château-d’Almenêches, Francheville, Médavy, Montmerrei und Mortrée sowie die Fläche der ehemaligen Gemeinde Marmouillé aus dem Arrondissement Argentan sowie die Flächen der fünf Gemeinden Barville, Buré, Saint-Julien-sur-Sarthe, Saint-Quentin-de-Blavou und Vidai aus dem Arrondissement Mortagne-au-Perche zugewiesen.

## Ehemalige Gemeinden seit der landesweiten Neuordnung der Arrondissements
bis 2018: Mortrée, Saint-Hilaire-la-Gérard, Livaie, Fontenai-les-Louvets, Longuenoë, Saint-Didier-sous-Écouves
bis 2015: Antoigny, Bagnoles-de-l'Orne, La Baroche-sous-Lucé, Beaulandais, Chailloué, La Chapelle-d’Andaine, Couterne, Domfront, L’Épinay-le-Comte, La Ferté-Macé, Forges, Geneslay, Haleine, La Haute-Chapelle, Juvigny-sous-Andaine, Loré, Lucé, Neuville-près-Sées, Passais, Radon, Rouellé, Saint-Denis-de-Villenette, Saint-Maurice-du-Désert, Saint-Michel-des-Andaines, Saint-Siméon, La Sauvagère, Sept-Forges, Vingt-Hanaps